# Fiona Hill

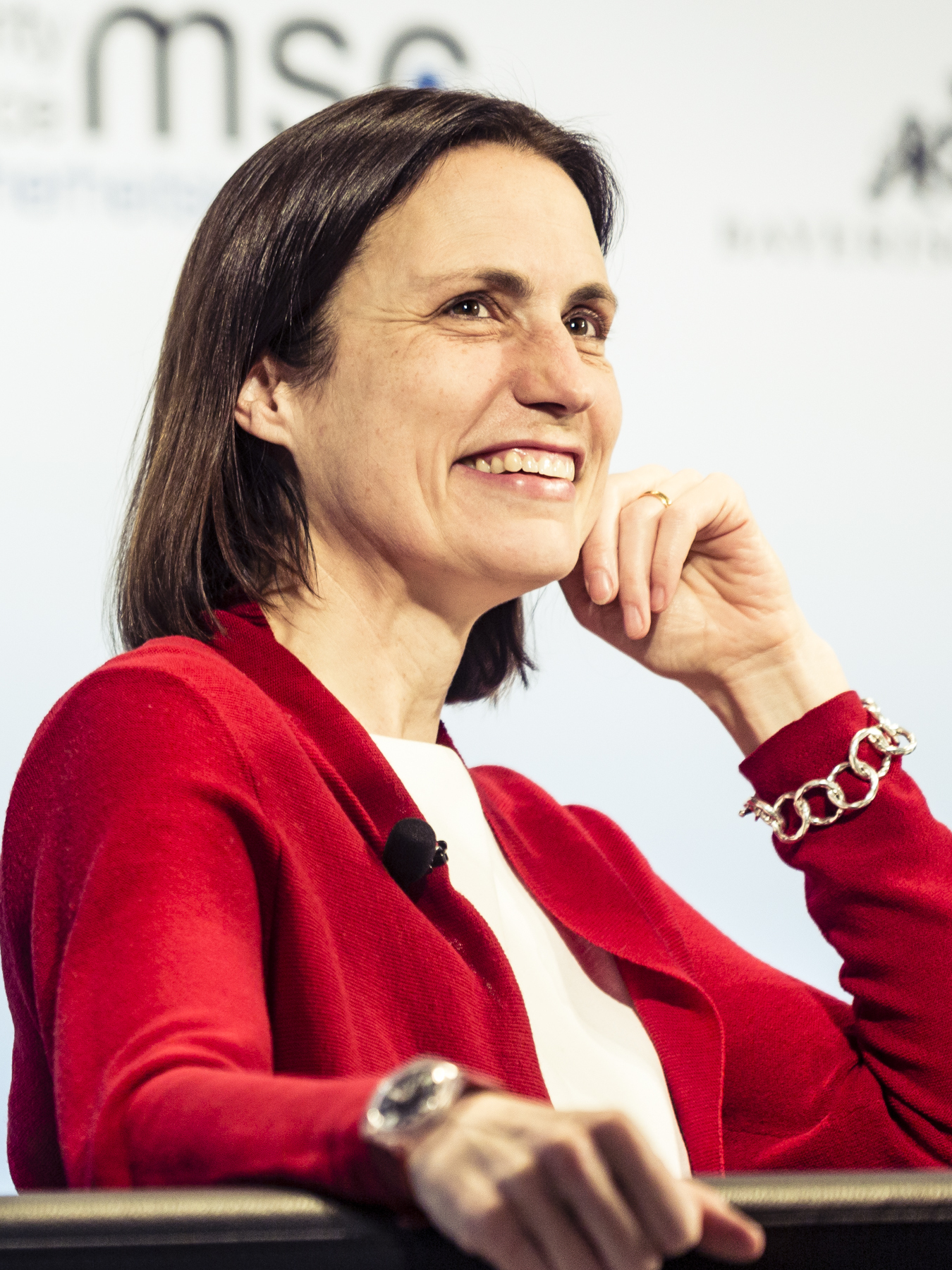
Hill em 2017

Fiona Hill (nascida em outubro de 1965) é uma acadêmica e especialista em relações exteriores britânica-americana. Ela é ex-funcionária do Conselho de Segurança Nacional dos EUA e especializada em assuntos russos e europeus. Ela foi testemunha nas audiências da Câmara de novembro de 2019 sobre o inquérito de impeachment durante o primeiro impeachment de Donald Trump. Ela foi premiada com seu Ph.D. em história pela Universidade Harvard e atualmente atua como Senior Fellow na Brookings Institution em Washington. Ela é membro do Conselho de Relações Exteriores e da Comissão Trilateral.

## Carreira

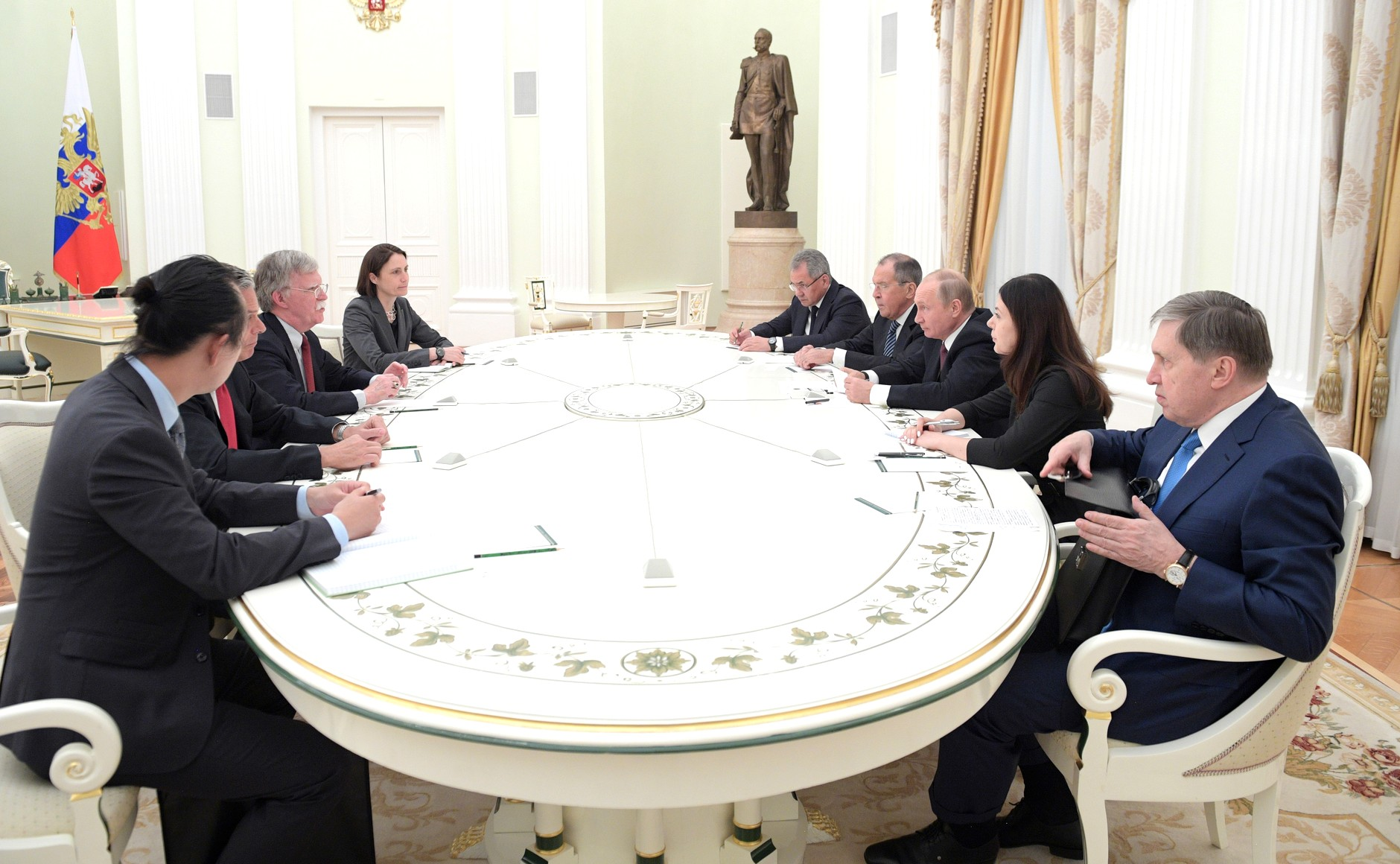
Hill (centro-esquerda) com John Bolton em uma reunião de 27 de junho de 2018 com Vladimir Putin

Hill trabalhou no departamento de pesquisa da Escola de Governo John F. Kennedy de Harvard de 1991 a 1999 e no Conselho Nacional de Inteligência como analista de inteligência nacional da Rússia e da Eurásia de 2006 a 2009. Em 2017, tirou uma licença da Brookings Institution, onde foi diretora do Centro dos Estados Unidos e da Europa, além de atuar no Conselho de Segurança Nacional. Hill é membro do Conselho de Relações Exteriores e do conselho de administração da Eurasia Foundation.
Em 1999, Hill foi diretora do projeto Fortalecimento das Instituições Democráticas da Universidade de Harvard.
Hill foi analista de inteligência sob os presidentes George W. Bush e Barack Obama de 2006 a 2009. Ela foi nomeada, no primeiro trimestre de 2017, pelo presidente Donald Trump como vice-assistente do presidente e diretora sênior para assuntos europeus e russos em sua equipe do Conselho de Segurança Nacional.
Em sua carreira pós-Casa Branca, Hill voltou ao trabalho acadêmico. Seus pontos de vista sobre a Rússia podem ser caracterizados por um crescente pessimismo sobre a possibilidade de cooperação com os Estados Unidos, pois ela expressa medo de que mesmo o principal político de oposição da Rússia, Alexei Navalny, empregue o populismo e tenha um histórico de nacionalismo. Hill acredita que, no contexto do ressurgimento do aventureirismo internacional da Rússia, o potencial político de Navalny não augura nada de bom para os interesses de segurança nacional dos Estados Unidos.
Em uma entrevista de outubro de 2021, ao relatar seu mandato na Casa Branca, Hill traçou vários paralelos entre Trump e Putin, observando que ambos os líderes demonstraram uma propensão ao poder pessoal e usaram a nostalgia pública para obter apoio.

## Testemunho de inquérito de impeachment
Em 14 de outubro de 2019, respondendo a uma intimação, Hill testemunhou em um depoimento a portas fechadas por dez horas perante um comitê do Congresso dos Estados Unidos como parte do inquérito de impeachment contra o presidente Donald Trump durante seu primeiro impeachment. Alguns republicanos questionaram a credibilidade de seu testemunho, incluindo o deputado Connie Mack IV, que descreveu Hill como uma "toupeira de George Soros se infiltrando no aparato de segurança nacional".

## Invasão russa da Ucrânia
Em 28 de fevereiro de 2022, durante a invasão russa da Ucrânia, Hill foi questionada pela editora sênior do Politico, Maura Reynolds, se ela achava que Putin usaria as armas nucleares da Rússia e respondeu dizendo que "Putin está cada vez mais operando emocionalmente e provavelmente usará todas as armas à sua disposição, incluindo as nucleares." Ela declarou: "Toda vez que você pensa, 'Não, [Putin] não faria isso, não é?' Bem, sim, ele faria”. Hill também afirmou que acredita que a Terceira Guerra Mundial está em andamento e que a invasão da Ucrânia exemplifica isso.